# Fiorella Sargenti
Fiorella Sargenti (Ushuaia, Tierra del Fuego, 21 de diciembre de 1984) es una periodista y conductora de radio argentina especializada en cultura pop. Según Sargenti, los temas en los que se especializa le sirven como excusa para hablar sobre prácticamente cualquier tópico de la actualidad.

## Trayectoria
Luego de cursar sus estudios secundarios en Ushuaia, Sargenti se mudó a Buenos Aires para estudiar en la Universidad de Buenos Aires. Durante el CBC cambió varias veces de carrera a estudiar pasando por "Artes Combinadas", "Letras" y "Filosofía". De esta última, hizo un año pero finalmente abandonó la carrera. Estudió periodismo en Tea, carrera de la cual egresó en 2006.
En 2008, empezó su relación laboral con la revista La Cosa y pasó de ser lectora a escritora, hasta  convertirse en editora de La Cosa Cine.
En 2011, Sebastián De Caro la invitó a participar del ciclo radial Gente Sexy (Blue 100.7) haciendo una columna de cine. En 2012 el programa pasó a Rock & Pop y Sargenti se sumó a la mesa como coconductora. Clemente Cancela, conductor de Gente Sexy, justificó la decisión expresando que ella era culta y divertida. Sargenti le sumó a la mesa del programa una mirada feminista sobre temas que el mainstream radial no abordaba.[cita requerida] En este programa fue bautizada como "Florencia" y gracias a la colaboración de Luciano Banchero, muchos oyentes se confunden su nombre.
Desde 2012 participó de varios programa de Rock & Pop entre los que destacan Todos Mienten, Mira de quién te burlaste, Todo perdonado, UanChuTriFor y No vuelvas. Durante esos años trabajó con Mariana de Iraola, Juan di Natale, Miki Lusardi, Adrian Cormillot, Pollo Cerviño, Árabe Ramil, Eduardo de la Puente, Trini López Rosende, Gustavo Olmedo, entre otros.
Para el 2015 empezó a hacer en Posta.fm los podcast Hodor Hodor Hodor y Es una trampa con Luciano Banchero, acerca de la popular serie Juego de tronos y la saga de Star Wars, respectivamente. En 2016 realizó Manteros, un podcast sobre los estrenos semanales de Posta.
En el 2016 se incorporó al programa Basta de Todo de Metro 95.1 como columnista de cine y series. En ese año también hizo su debut como actriz de doblaje en la película Trolls dándole voz a Moxie Dewdrop.
Junto con Santiago Calori desde 2017 hacen también para Posta el podcast Hoy Trasnoche (“el otro podcast de cine”), uno de los programas más populares y exitosos de Posta.
En 2017 HBO creó el show #HBOSpoilerAlert conducido por Sargenti y Banchero donde comentaban y analizaban los nuevos episodios de Juego de tronos que se estrenaban semana a semana.
En 2018 condujo, también con Banchero, el programa de Hoyts y Cinemark llamado Después de los créditos donde hablaban sobre películas próximas a estrenarse y otras ya estrenadas hace tiempo. Ese mismo año, junto a la politóloga Ayelen Oliva participó en el podcast Centro Rojo en el que se discutía acerca de la serie The Handmaid's Tale, más allá de su trama. Este ciclo contó además con invitadas como Paula Giménez o Sol Prieto que aportaron su visión sobre algunos tópicos que se mencionan en la serie.
En 2018 la radio Metro decidió reemplazar el programa Comunidad Metro por un nuevo ciclo llamado Sensacional Éxito en el horario de 22 a 1, conducido por Luciano Banchero (exconductor de Comunidad Metro) y Sargenti, donde se cubrían temas vinculados a la cultura pop entre otros temas de actualidad, como el feminismo, tecnología, política o ciencia. Una de sus secciones era el "Algoritmo de la Noche" en el que Sargenti hacía sugerencias de series que mirar a los oyentes a partir de algunos datos que estos debían brindar. El programa dejó de emitirse en mayo de 2021.
En 2019 realizó un doblaje en la película UglyDolls.
En julio de 2021 comenzó a conducir El Mejor Final junto a Valentín Muro, un programa de análisis y recomendaciones de cine y series en plataformas de streaming para Flow, y en septiembre se sumó a Luciano Banchero y Eddie Fitte para hacer Nuestro Día, un podcast diario original de Spotify Studios para Argentina.
En agosto de 2022 condujo Dame fuego, un podcast sobre la serie House of the Dragon, junto a Nicolás Zad.
En 2024 se incorporó como columnista en el programa de streaming Hay Algo Ahí, dirigido por Tomás Rebord. Entre junio y agosto de ese año fue la conductora de la segunda temporada de Dame fuego.
En abril de 2025 comenzó como coconductora en el programa Horrible y Fascinante por el canal de Youtube Blender, junto a Jorge Pinarello, quien lo conduce, y Navaja Crimen. 